# Femtital
Femtital var en litterär tidskrift utgiven av Bonniers mellan 1951 och 1952. Tidskriften utkom i sammanlagt tio nummer, 1-5/1951 och 1-5/1952.
I redaktionen för Femtital satt de senare berömdheterna Lasse Bergström, Clas Engström, Örjan Wallqvist och Per Wästberg, som tidigare hade arbetat tillsammans i gymnasisttidningen Medan Lagrarna Gro. Ansvarig utgivare var Fingal Fallgren.
Tidskriften gick i opposition mot tidigare litterära tidskrifter som 40-tal och Utsikt. Man ville skärskåda 40-talisterna; bland annat sågades Karl Vennberg av Bo Grandien i ett av tidningens nummer. Den äldre generationen medverkade dock i viss utsträckning i tidskriften; bland annat skrev både Sven Alfons och Arne Jones bidrag. Bland artikelförfattare i övrigt kan nämnas Göran Palm, Lars Forssell, Kjell Espmark och Per Olof Sundman. Bland skönlitterära bidragsgivare märks Stig Claesson, Majken Johansson, Birger Norman, Tomas Tranströmer och Birgitta Trotzig.